# Margaret McWade
Margaret May Fish, née le 3 septembre 1871 à Chicago (Illinois) et morte le 1er avril 1956 à Los Angeles (Californie), est une actrice américaine, connue d'abord comme Margaret May, puis Margaret McWade.

## Biographie
Au début des années 1890, elle se fait connaître au théâtre (notamment dans le répertoire du vaudeville) sous le nom de Margaret May. À la suite de son mariage en 1897 avec l'acteur Edward McWade (en) (1865-1943), elle sera désormais connue comme Margaret McWade.
Au cinéma, elle débute dans des courts métrages (plus un serial) sortis en 1914. Parmi sa quarantaine de films muets américains — le dernier en 1928 —, mentionnons The Foolish Matrons de Maurice Tourneur et Clarence Brown (1921, avec Hobart Bosworth) et Le Monde perdu d'Harry O. Hoyt (1925, avec Wallace Beery et Bessie Love).
Puis, comme second rôle de caractère ou dans des petits rôles non crédités, elle contribue à une trentaine de films parlants — le premier en 1930 —, dont L'Extravagant Mr. Deeds de Frank Capra (1936, avec Gary Cooper et Jean Arthur), où elle retrouve une de ses partenaires au théâtre, Margaret Seddon.
Ses deux derniers films sont Honni soit qui mal y pense d'Henry Koster (1947, avec Cary Grant, Loretta Young et David Niven) et Une femme qui s'affiche de George Cukor (1954, avec Judy Holliday, Peter Lawford et Jack Lemmon).

## Filmographie partielle

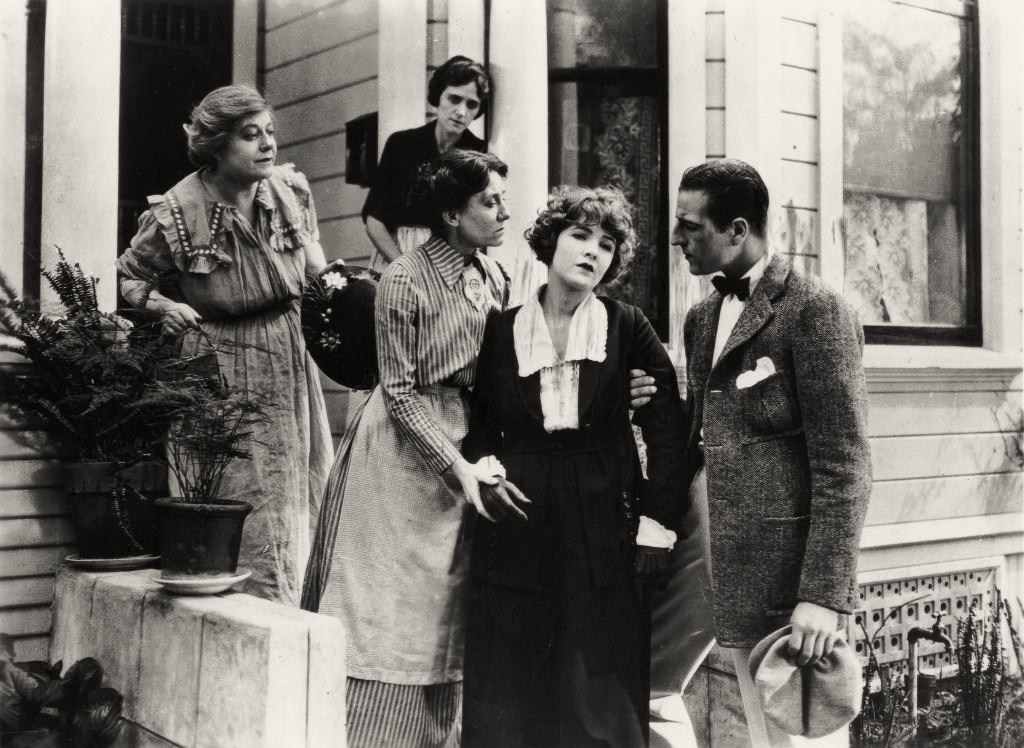
Au premier plan, de g. à d. : Margaret McWade, Claire Windsor et Louis Calhern, dans The Blot (1921).

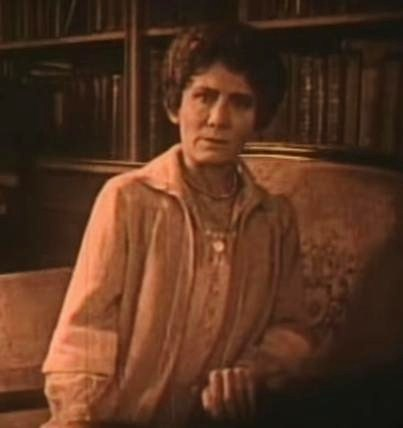
Dans Le Monde perdu (1925).

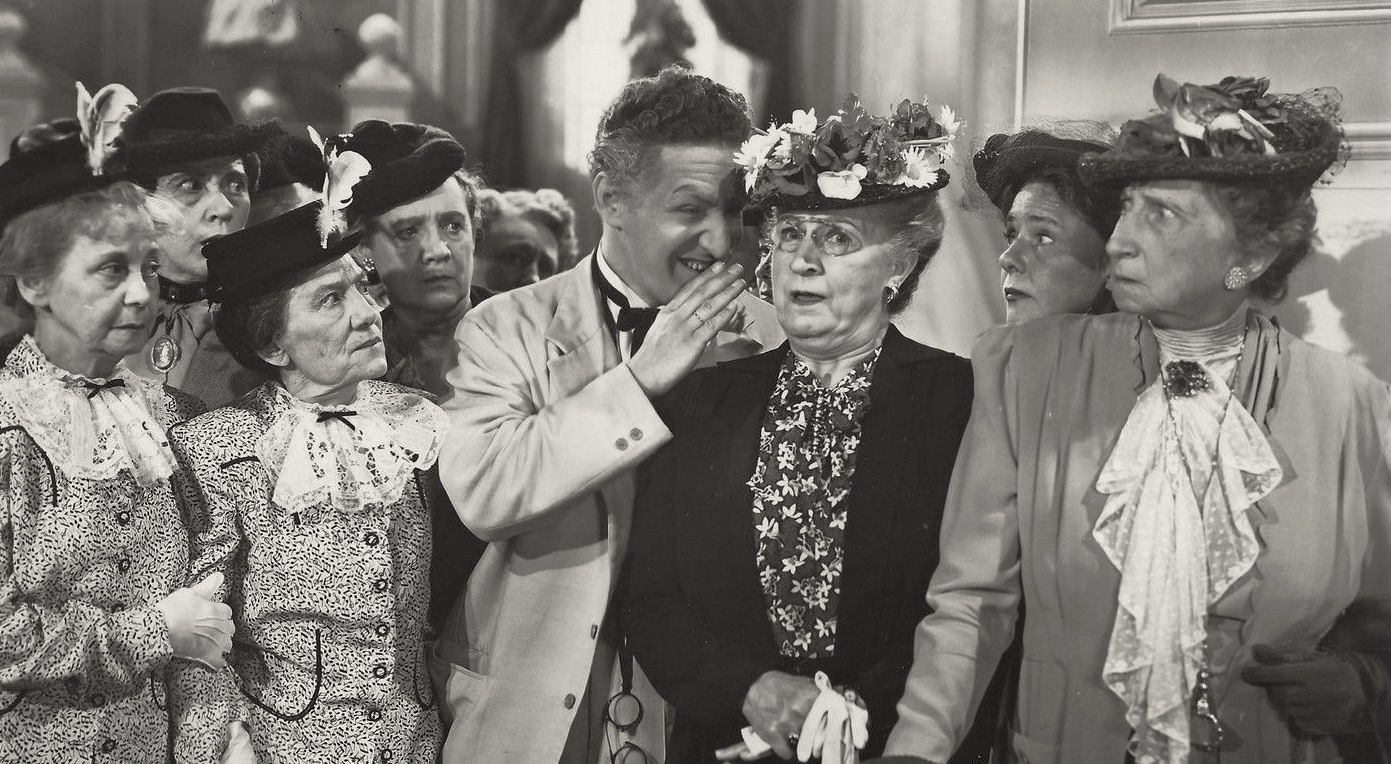
Au premier plan, de g. à d. : Ida Moore, Margaret McWade, Kenny Delmar, Sarah Edwards et Vera Lewis, dans It's a Joke, Son! (1947).

### Période du muet
- 1914 : A Foolish Agreement d'Ashley Miller (court métrage) : Mme Henry Wallace
- 1914 : The Man Who Disappeared de Charles Brabin (serial) : la propriétaire
- 1917 : Blue Jeans de John H. Collins
- 1918 : To Hell with the Kaiser! de George Irving
- 1919 : When a Man Loves de Chester Bennett : Yaki
- 1919 : Broken Commandments de Frank Beal : Mme Banard
- 1919 : La Lanterne rouge (The Red Lantern) d'Albert Capellani : Mme Ling
- 1920 : Stronger Than Death d'Herbert Blaché : Mme Boucicault
- 1920 : Her Beloved Villain de Sam Wood : Mme Bergomat
- 1921 : A Tale of Two Worlds de Frank Lloyd : une domestique
- 1921 : The Foolish Matrons de Maurice Tourneur et Clarence Brown : Mme Eugenia Sheridan
- 1921 : The Blot de Phillips Smalley et Lois Weber : Mme Griggs
- 1921 : Le Séducteur (en) (Her Mad Bargain) d'Edwin Carewe : Mme Dunn
- 1923 : Alice Adams de Rowland V. Lee : Mme Adams
- 1924 : The Cyclone Rider de Tom Buckingham : Mme Armstrong
- 1925 : Le Monde perdu (Lost World) d'Harry O. Hoyt : Mme Challenger
- 1926 : High Steppers d'Edwin Carewe : Mme Clancy
- 1928 : The Charge of the Gauchos (Una Nueva y gloriosa nación) d'Albert H. Kelley
- 1928 : Women Who Dare de Burton L. King : Mme Kelly

### Période du parlant
- 1935 : Les Derniers Jours de Pompéi (The Last Days of Pompeii) d'Ernest B. Schoedsack et Merian C. Cooper : l'épouse de Calvus
- 1936 : L'Extravagant Mr. Deeds (Mr. Deeds Goes to Town) de Frank Capra : Amy Faulkner
- 1936 : Postal Inspector d'Otto Brower : Mme Compton
- 1936 : Théodora devient folle (Theodora Goes Wild) de Richard Boleslawski : la tante Elsie Lynn
- 1937 : Les Horizons perdus (Lost Horizon) de Frank Capra : une missionnaire
- 1937 : Charmante Famille (Danger, Love at Work) d'Otto Preminger : la tante Patty
- 1937 : À l'est de Shanghaï (Wings Over Honolulu) de H.C. Potter
- 1938 : Vacances payées (Having Wonderful Time) d'Alfred Santell : Mme « G »
- 1939 : Quasimodo (The Hunchback of Notre Dame) de William Dieterle : la vieille sœur cadette
- 1943 : Mademoiselle ma femme (I Dood It) de Vincente Minnelli : une vieille dame au premier rang
- 1947 : It's a Joke, Son! de Benjamin Stoloff : Jennifer Whipple
- 1947 : Honni soit qui mal y pense (The Bishop's Wife) d'Henry Koster : Mlle Trumbull
- 1954 : Une femme qui s'affiche (It Should Happen to You) de George Cukor : une vieille dame chez Macy